# 837 до н. е.

## Події
837 року до н. е. відбулося два часткових сонячних затемнення: 23 червня і 18 листопада.